# Varkenspestuitbraak in België (1993-1994)
Van 1993 tot 1994 werden in België varkens getroffen door een uitbraak van de varkenspest (of varkenskoorts). Gedurende de uitbraak werden meer 790.000 varkens afgeslacht. Men stelde 55 besmettingshaarden vast. De varkenspestepidemie kwam drie jaar na een eerdere epidemie. In 1993 telde men 7 uitbraken en in 1994 steeg dit nummer naar 48. Kosten worden geschat op 75 miljoen voor de Belgische economie.